# Рене Вівіані
Жан Рафаель Адрієн Рене Вівіані (фр. Jean Raphaël Adrien René Viviani фр. вимова: [ʁəne vivjani]; 8 листопада 1863, Сіді-Бель-Аббес, Французький Алжир — 7 вересня 1925, Ле-Плессі-Робінсон, Франція) — французький політичний і державний діяч, адвокат, двічі очолював раду міністрів Третьої республіки.
Жан Рафаель Адрієн Рене Вівіані народився в Північній Африці в алжирському місті Сіді-Бель-Аббес 8 листопада 1863 року.
У 1893 році був обраний до парламенту, де приєднався до групи «незалежних соціалістів». Будучи противником засудження мільеранізма, не ввійшов до Об'єднаної соціалістичну партію (1905) і разом з Олександром Мильєраном утворив групу «незалежних соціалістів» (з 1911 року — Республіканська соціалістична партія).
Міністр праці в кабінетах Жоржа Клемансо (1906—1909 роках) і Арістіда Бріана (1909—1910), міністр освіти (1913—червень 1914), прем'єр-міністр (червень 1914-жовтень 1915). У 1915—1917 — міністр юстиції в уряді Бріана.
Брав участь у Вашингтонській конференції 1921—1922.